# Seminário São João de Brito de Zóbuè

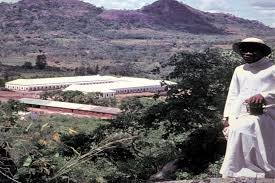

Seminário São João de Brito de Zóbuè, também conhecido como Seminário de Zóbuè, foi um centro de instrução religiosa, destinado à formação de clérigos, que funcionou na provincia de Tete, Moçambique, entre os anos de 1949 e 1975. 

## Fundação
O Arcebispo da Beira conseguiu terra do estado para construção dum seminário menor em 1946. A primeira fase de construção concluiu em 1949 quando Padrse Brancos (Missionarios da Africa, MAfr) tomaram conta da instituição e abriram o primeiro ano de ensino. A abertura oficial foi no dia 10 de Setembro de 1950.

## Primeiros Estudantes
O seminário comecou com 32 estudantes vindo de todas missões da arquidiocese de Beira (que incluia entao Manica, Sofala, Tete e Zambezia). 
Estudaram la muitos dos primeiros Bispos moçambicanos, com destaque para Dom Jaime Pedro Gonçalves, Dom Bernardo Filipe Governo e Dom Paulo Mandlate, Dom Francisco Sílota, Dom Manuel Chuanguira Machado, e Dom Francisco Chimoio.
Formaram-se la tambem alguns nacionalistas importantes, tais como o Padre Mateus Gwenjere e o padre Domingos Gonçalo Ferrão 